# Mann+Hummel
Mann+Hummel est un équipementier automobile allemand spécialisé dans les filtres à air et à huile. Il est basé à Louisbourg en Allemagne.

## Histoire
En août 2015, Mann+Hummel acquiert l'activité de filtres de l'équipementier américain Affinia pour entre 1,3 et 1,4 milliard de dollars. Une partie des activités du groupe sont rachetées en octobre 2022 par la holding allemande Mutares, et rebaptisée MoldTecs,.

## Mann+Hummel France
La filiale crée fin 1999 enregistre un chiffre d'affaires de 180 millions d'euros en 2019 et emploie plus de 700 personnes. Elle possède un site de recherche et développement, de production, ainsi que son siège social à Laval. Celui-ci est installé dans la ville en 2023.

## Sites de production
L'entreprise possède des sites de production en Europe dans les pays suivants :
- Allemagne
- Italie
- Espagne[5]
- Tchéquie[5]
- Royaume-Uni
- Russie
- Bosnie-Herzégovine